# Burg Eggenberg
Die Burg Eggenberg, auch Ettenberg, ist eine abgegangene Burg auf dem Gebiet der ehemaligen Gemeinde Waldhausen, einem heutigen Stadtbezirk von Aalen in Baden-Württemberg.

## Lage
Der Burgstall befindet sich westlich der kleinen Ortschaft Geiselwang in einem Waldgebiet, das auf älteren Karten den Namen „Ettenberg“ trägt. Der genaue Standort ist nicht bekannt.

## Geschichte
Die Burg Eggenberg wurde 1594 als Burgställein (kleine Burg) erwähnt. 1335 wurde ein Eckard von Eggenberg und 1366 Eggehard von Eggenberg erwähnt. An die Burg schloss eine gleichnamige Ortschaft an, deren letzte Gebäude 1824 abgebrochen wurden. Der Wirtschaftshof der Burg, Hof Eggenberg, der 1532 und später zum ellwangischen Oberamt Kochenburg zählte, wurde 1824 abgebrochen.